# ヒートプロモーション
ヒートプロモーション（英字表記；HEAT PROMOTION）は、東京都新宿区にかつて存在した日本の芸能プロダクション。

## 沿革・概要
- 2005年3月22日 - 事務所ウェブサイトを開設。
- 2006年7月19日 - 所属タレントであった成瀬真尋、一杏樹、広瀬みうの3名が美脚ユニット『ULTRA LUCKY LEGS』に選出される。同時に誕生した美脚ユニット『SUPER LUCKY LEGS』の3名と合わせて総額6億円の保険が足に掛けられていると話題になった[1]。
- 2007年3月 - 事務所を東京都新宿区新宿1-4-13 溝呂木第2ビル50E[2]から東京都新宿区西新宿8-14-18 アルテール新宿406へ移転。同年5月には、株式会社グッドタイムエンターテイメントが同場所に転入。
- 2008年初旬頃に事務所を解散（解散理由については不明）。

## かつて所属していたタレント
- 川本あすか
- 小坂ゆう（別名：たかさきゆこ）
- 桜京子
- 澤村一花
- 成瀬真尋
- 一杏樹
- 広瀬みう
- 星咲玲
- 前田美奈
- 森原みさと（別名：奈月はな）